# Eurata minerva
Eurata minerva là một loài bướm đêm thuộc phân họ Arctiinae, họ Erebidae.